# Palais de justice de Budapest

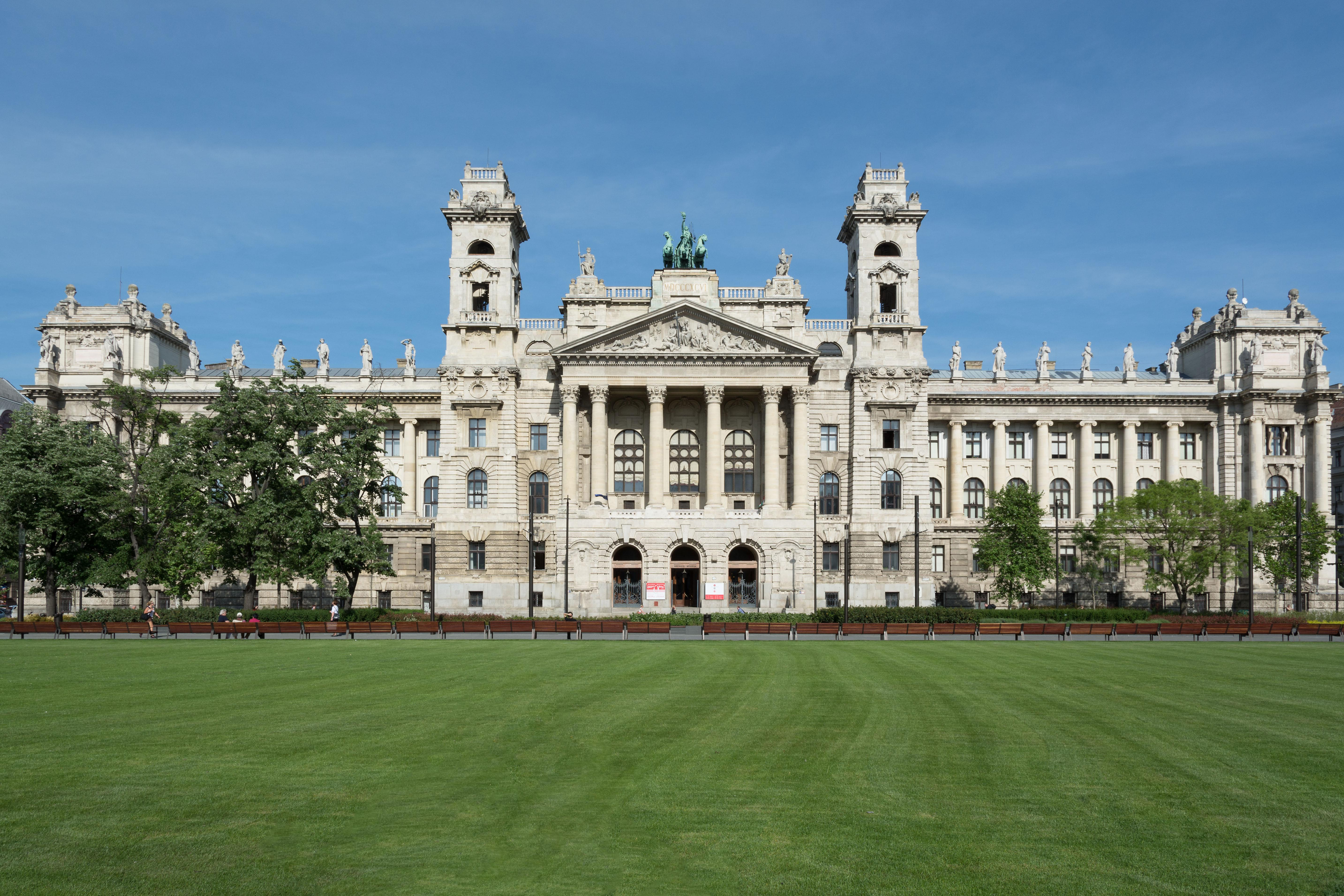
Le Palais de justice de Budapest

Le palais de justice de Budapest (en hongrois : Igazságügyi Palota) est un bâtiment public situé sur la place Lajos Kossuth dans le 5e arrondissement de Budapest. Il a été construit en 1893-1896 selon les plans d'Alajos Hauszmann dans un style éclectique et abritait à l'origine la Curie royale hongroise (Cour suprême de Hongrie, 1723-1949). De 1957 à 1973, les locaux ont servi d'espaces d'exposition pour la Galerie nationale hongroise. De 1973 à 2017, le bâtiment a abrité le Musée Ethnographique. Après rénovation, la curie emménagera à nouveau dans le bâtiment.

## Histoire
Au XIXe siècle, la nécessité d'un bâtiment qui abriterait la curie et le palais de justice de Budapest se fait sentir. Un espace vert vacant en face du bâtiment du Parlement, alors en construction, est choisi comme futur emplacement. Enfin, le 7 novembre 1891, le ministre de la Justice Dezső Szilágyi charge le célèbre architecte Alajos Hauszmann de construire le bâtiment. Les travaux de construction, qui commencent en 1893, impliquent les meilleurs artistes de l'époque, tels que Károly Lotz, Alajos Stróbl, Károly Sennyei et György Zala. Le roi François-Joseph pose personnellement la dernière pierre le 20 octobre 1896.
Après la Seconde Guerre mondiale, l'Institut du mouvement ouvrier récupère le bâtiment en 1948 et y installe l'année suivante un musée traitant de l'histoire du mouvement ouvrier. La même année, le bâtiment est divisé et la moitié est occupée par la Cour suprême de la République populaire. En 1957, l'Institut du mouvement ouvrier devient l'Institut d'histoire du parti et la Galerie nationale hongroise emménage dans le bâtiment. À partir de 1973, le bâtiment abrite le Musée ethnographique. Après la réunification, l'Institut d'histoire du parti est rebaptisé Institut d'histoire politique. En 2017, le Musée ethnographique est fermé avant de s'installer dans un nouveau bâtiment dans le parc de la ville en 2022. Le bâtiment du Palais de Justice est actuellement en cours de restauration pour accueillir à nouveau la Curie de Hongrie.

## Description

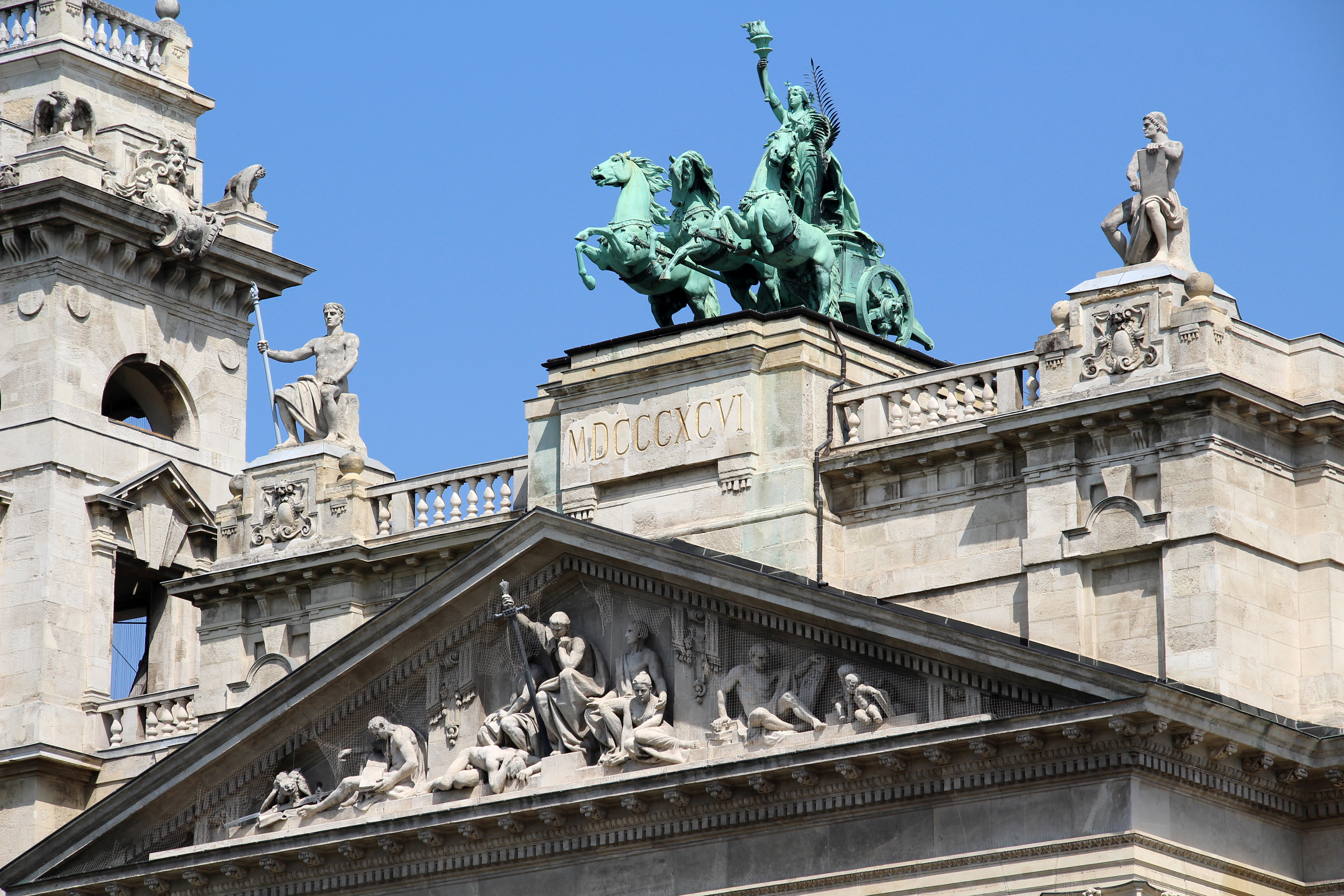
Détail de la façade principale

La façade principale du Palais de justice est similaire à celle du Reichstag à Berlin. Au-dessus se trouve un quadrige en bronze (réalisé avec seulement trois chevaux faute de place) du sculpteur Károly Senyei, guidé par une déesse tenant une torche et une palme dans ses mains.
Le plafond du hall central est orné d'un tableau de 200 m2 de Károly Lotz représentant Justitia, la personnification de la justice.

## Galerie

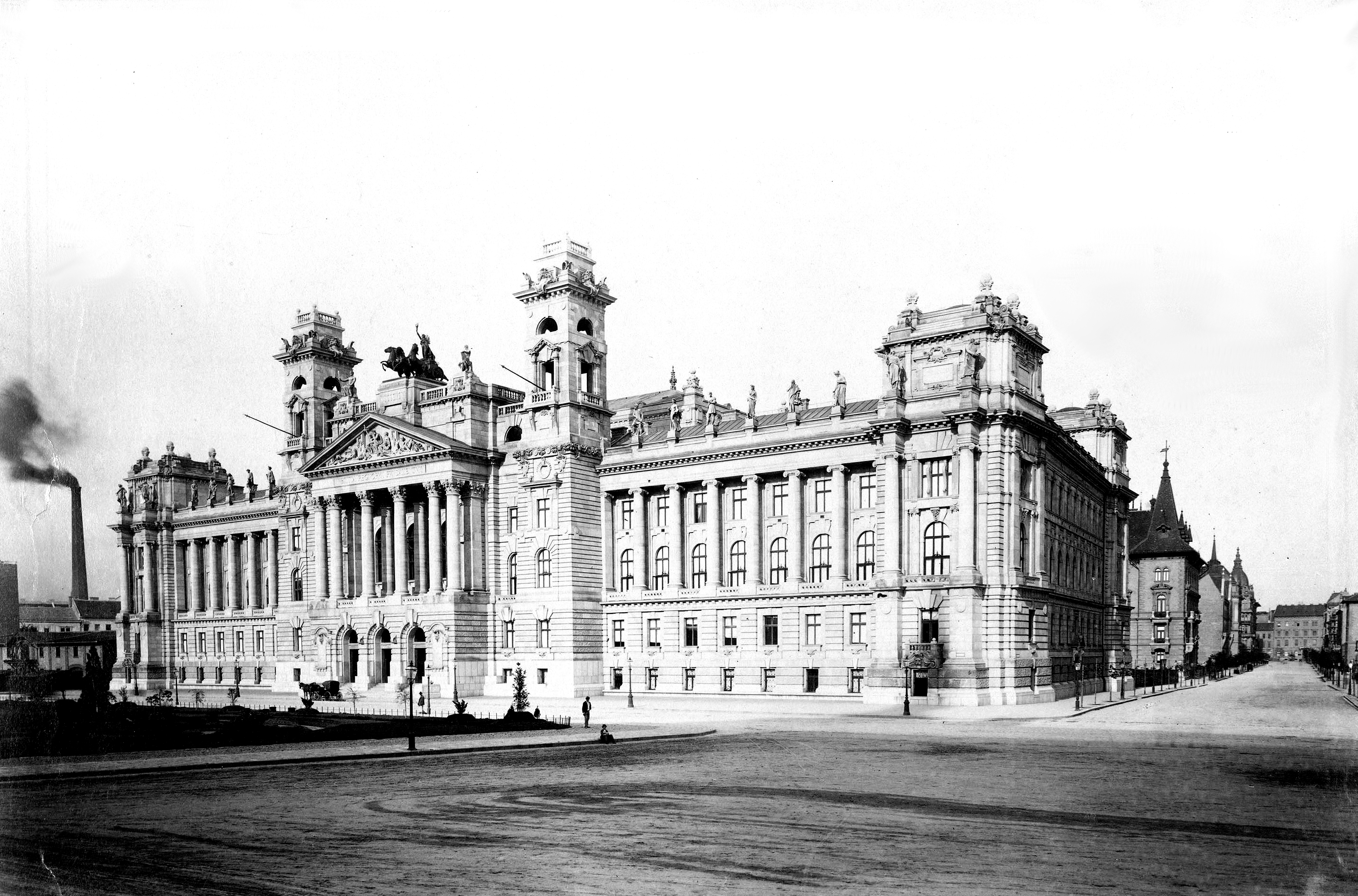
vue 1900
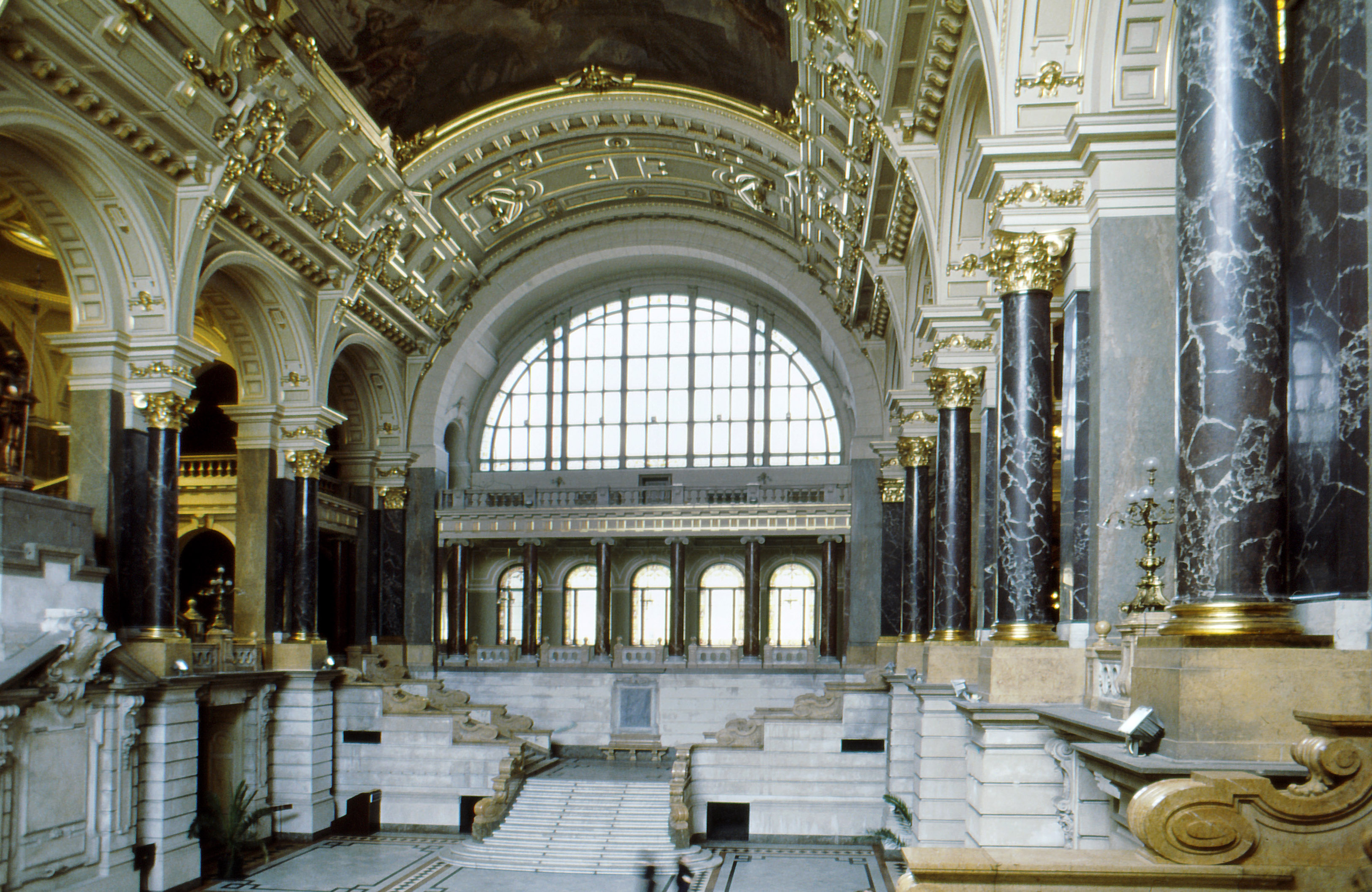
Entrée
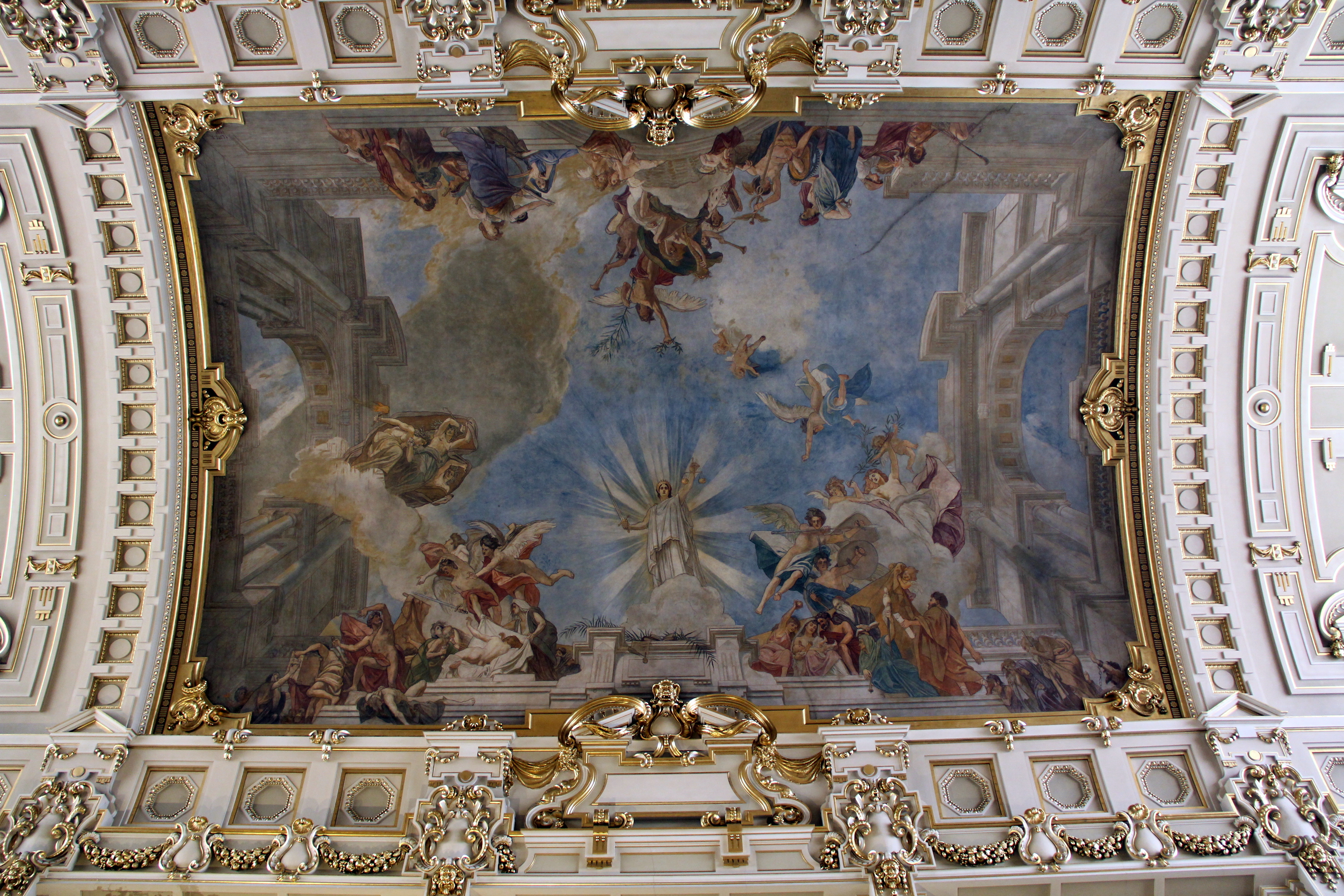
Peinture au plafond par Károly Lotz

## Source de traduction
- (de) Cet article est partiellement ou en totalité issu de l’article de Wikipédia en allemand intitulé « Justizpalast (Budapest) » (voir la liste des auteurs).